# Cerco de Almeria (1309)
O cerco de Almeria foi uma tentativa malsucedida de Aragão de capturar a cidade de Almeria do Reino Nacérida de Granada, na atual Espanha, em 1309. Almeria, um porto mediterrâneo no sudeste do reino, foi o alvo inicial dos aragoneses em uma campanha conjunta aragonesa-castelhana destinada à conquista de Granada. As tropas aragonesas lideradas pelo rei Jaime II chegaram em 11 de agosto, bloqueando-a e empregando máquinas de cerco. A cidade, liderada pelo governador Abu Maidã Xuaibe e pelo comandante naval Alboácem Arrandai, se preparou para o cerco fortalecendo suas defesas e estocando alimentos. Durante o cerco, ambos os lados trocaram tiros de máquinas de cerco e se envolveram em batalhas de campo e escaramuças com resultados variados. Jaime ordenou vários ataques sem sucesso. Uma coluna de alívio granadina sob o comando de Otomão ibne Abi Alulá chegou nas proximidades em setembro e perseguiu os sitiantes.
A aproximação do inverno e a escassez de suprimentos no acampamento dos sitiantes levaram Jaime II a concordar com uma trégua no final de dezembro. O cerco foi levantado e os aragoneses começaram a se retirar dos territórios granadinos. Como Jaime II não tinha navios suficientes para transportar suas tropas de uma vez, alguns homens foram deixados para trás. Alguns pilharam territórios granadinos e outros foram emboscados ao tentarem viajar para casa sem autorização, resultando em sua captura temporária. O cerco foi visto como uma vitória decisiva para Granada e encerrou o envolvimento militar aragonês no reino pelo resto do reinado de Jaime II. O sultão Nácer fez as pazes com Aragão e Castela em 1310.

## Antecedentes
Desde meados do século XIII, o Reino Nacérida foi o último Estado muçulmano remanescente na Península Ibérica. Por meio de uma combinação de manobras diplomáticas e militares, conseguiu manter sua independência apesar de estar cercado por dois vizinhos maiores, a Coroa de Castela ao norte e o Império Merínida com sede no Magrebe Ocidental (atual Marrocos). Desde sua fundação na década de 1230, Granada intermitentemente entrou em aliança ou em guerra com qualquer uma dessas potências, ou encorajou-as a lutarem entre si para evitar ser dominada. Na morte de Maomé II (r. 1273–1302) e na ascensão de Maomé III (r. 1302–1309), Granada se aliou a um reino cristão próximo, Aragão, e esteve guerra com Castela. Maomé III finalmente fez as pazes com Castela no tratado de Córdova de 1303 e tornou-se vassalo de Fernando IV de Castela (r. 1295–1312). Aragão fez as pazes com Castela no Tratado de Torelhas de 1304, que também incluiu a paz com Granada como vassalo de Castela. Tendo garantido a paz com as duas maiores potências da Península Ibérica, Granada voltou suas atenções para o Norte da África. Aproveitando a guerra entre os merínidas e o Reino de Tremecém, Maomé III instigou uma rebelião em Ceuta - uma cidade portuária do outro lado do estreito de Gibraltar - contra os merínidas em 1304, e em 1306 enviou uma frota para capturar a cidade dos rebeldes.
Com Ceuta em sua posse, Granada controlava os dois lados do estreito - detinha os portos de Gibraltar e Algeciras no lado europeu do estreito, bem como Málaga e Almeria mais a leste. Este desenvolvimento alienou Aragão, Castela e os merínidas, que começaram todos a fazer planos contra Granada. Castela e Aragão assinaram o Tratado de Alcalá de Henares em 19 de dezembro de 1308, prometendo ajudar-se mutuamente para conseguir a conquista total de Granada e dividir seus territórios entre eles. A Aragão foi prometido um sexto dos territórios granadinos, incluindo a cidade portuária de Almeria, e o resto iria para Castela. Além disso, ambas as potências cristãs também fizeram uma aliança com Abu Arrabi Solimão, que se tornou o sultão merínida em julho de 1308 e queria recuperar Ceuta. O resultado final foi uma aliança tripartite de Castela, Aragão e os merínidas contra Granada, que agora estava isolada e cercada por três inimigos maiores. Enquanto os preparativos para a guerra estavam em andamento, o povo e notáveis de Granada, irritados com o isolamento diplomático, invadiram os palácios de Maomé III e seu vizir Abu Abedalá ibne Aláqueme e destronaram o sultão em favor de seu meio-irmão mais jovem, Nácer em 14 de março de 1309.

## Preparação
A preparação naval de Aragão foi notada por Granada e no final de fevereiro de 1309 Maomé III questionou Jaime II de Aragão (r. 1291–1327) sobre o alvo da operação. Jaime II respondeu em 17 de março, garantindo a Granada que era para conquistar a Sardenha. À medida que as tensões aumentaram e os vassalos de Castela começaram a atacar as fronteiras de Granada, o governador de Almeria, Abu Maidã Xuaibe, prendeu mercadores castelhanos sediados em sua cidade e confiscou seus bens, enquanto a frota granadina se preparava à guerra. Jaime II e seu aliado Fernando IV pediram ao papa Clemente V - sem mencionar sua colaboração com os merínidas - que concedesse uma bula da Cruzada e apoio financeiro da Igreja. O papa concedeu a Jaime II dois terços da décima - um décimo das receitas da Igreja, que podem ser coletadas pelo monarca se autorizado pelo papa - para a próxima cruzada contra Granada, e declarou indulgências para aqueles que participaram da guerra.
Para travar a guerra contra Granada, Jaime II levantou um exército de 12 000 combatentes, incluindo 1 000 cavaleiros e 2 000 arqueiros. Também levantou fundos e fortaleceu as defesas do Reino de Valência, seu reino mais próximo de Granada. Seu alvo era Almeria, na costa sudeste e a cerca de 90 milhas (140 quilômetros) da capital. Jaime trouxe uma relíquia de Indalécio, um santo da antiga Urcos, em cujas ruínas acreditava-se que Almeria estivesse. Aragão não tinha fronteira imediata com o reino, por isso uma parte da força foi transportada por mar e outros tiveram que marchar por terra através dos territórios castelhanos e depois das fronteiras Castela-Granada para Almeria através de territórios hostis.
Almeria preparou-se contra um cerco, estocando alimentos, implementando uma ração e fortalecendo suas defesas. Um relato muçulmano enfatizou a importância dos suprimentos de comida, dizendo que "um dos sinais da proteção de Alá aos habitantes da cidade era que grandes quantidades de cevada estavam nos armazéns no início do cerco". O governador, Abu Maidã Xuaibe, e o comandante naval Alboácem Arrandai organizaram a melhoria da defesa. Fortaleceram os muros, fecharam várias brechas e demoliram edifícios externos que poderiam ser usados pelos atacantes.

## Cerco
Jaime II e suas forças partiram de Valência em 18 de julho de 1309 e desembarcaram na costa de Almeria em 11 de agosto. Um relato muçulmano enfatizou as roupas ricas e coloridas das forças, e os instrumentos militares tocados por seus músicos. Suas forças incluíam máquinas de cerco, como manganelas e trabucos. Tal exibição inicialmente desmoralizou os defensores, mas com o passar do tempo e vários incidentes ocorrendo, eles se tornaram mais otimistas. Os sitiantes espalharam suas tropas para bloquear a cidade por terra e mar, e estabeleceram paliçadas e valas. Os defensores guarneciam os muros com arqueiros e soldados de infantaria, e bloqueavam todos os portões com cantaria, exceto alguns que deveriam ser usados para surtidas. A chegada do final do verão foi uma grande desvantagem para os invasores. Isso significava que demoraria um pouco para que o tempo esfriasse e, se o cerco durasse até o inverno, seria uma vantagem para os defensores, que não precisavam estar em campo.
Além de Almeria, no leste, Granada teve que se defender em várias frentes. No norte da África, os merínidas atacaram Ceuta em 12 de maio de 1308 e tomaram-na em 21 de julho, enquanto no flanco ocidental, Castela sitiou Algeciras (31 de julho de 1309 - janeiro de 1310), bem como Gibraltar (agosto - setembro de 1309). No entanto, Nácer enviou forças de socorro a Almeria, que foram derrotadas pelos aragoneses em uma batalha aberta em 23 de agosto. Um relato cristão mencionou que os muçulmanos perderam 6 000 homens, mas o historiador moderno Joseph F. O'Callaghan considerou este número um exagero. Ao ouvir a notícia, o Clemente V parabenizou Jaime pela vitória. As forças de socorro derrotadas permaneceram nas proximidades e continuaram a assediar os sitiantes.
No final de agosto ou início de setembro, os defensores da cidade repeliram um ataque das forças aragonesas.[a] Os agressores usaram escadas e torres de cerco carregadas com tropas e movidas por rodas. Os defensores resistiram derramando óleo fervente e outras substâncias inflamáveis sobre os agressores. Como resultado, uma das torres de cerco foi queimada e o assalto foi abortado. Durante a retirada, muitos agressores foram deixados para trás e capturados pelos muçulmanos. Após essa falha, os aragoneses continuaram a arremessar pedras pesando até trinta libras para dentro da cidade. Os atacantes também empregaram sapadores para cavar túneis com o objetivo de minar a fundação dos muros, mas os defensores empregaram sapadores que encontraram os túneis. Seguiu-se um combate subterrâneo que resultou na destruição dos túneis dos atacantes.
Em meados ou no final de setembro, Granada fez as pazes com os merínidas, em troca da rendição das cidades ocidentais de Algeciras (sitiadas por Castela) e Ronda. Isso não apenas significava que havia um inimigo a menos para Granada, mas os merínidas também assumiram as responsabilidades de defesa de Algeciras, liberando Nácer para fortalecer seu flanco oriental. Em 17 de setembro, um contingente de Voluntários da Fé enviado de Granada sob o comando de Otomão ibne Abi Alulá chegou a Marchena perto de Almeria e derrotou uma pequena força aragonesa. Este contingente de socorro acampou nas proximidades e continuamente frustrou os sitiantes, assediando seus grupos de forrageamento. Em 15 de outubro, os aragoneses relataram uma vitória contra um exército muçulmano de 60 000, matando 2 000 e fazendo outros prisioneiros, mas estes números são considerados "certamente [...] um exagero" por O'Callaghan. Jaime enviou avisos de contra-ataques muçulmanos às suas cidades de Múrcia e Lorca.
À medida que o cerco continuava, os invasores tentaram usar um estratagema para enganar os defensores. Um grupo de soldados cristãos escapou na escuridão e se aproximou da cidade vestidos com albornozes para fazer os defensores pensarem que eram muçulmanos. Outro grupo de cavaleiros cristãos então fingiu persegui-los e deixaram suas tendas desprotegidas. As tendas foram feitas para parecer um alvo tentador para pilhagem, embora na verdade fossem armadas para uma emboscada. Um grupo de cavaleiros saiu da cidade para pilhar as tendas, mas os cristãos saíram de suas posições ocultas muito cedo, permitindo que os cavaleiros escapassem. A maioria deles conseguiu reentrar na cidade pela entrada lateral que por acaso foi preparada para abrir no dia anterior, mas alguns foram deixados para trás. Eles então tiveram que ficar ao pé das muralhas, protegidos por uma cobertura de fogo da cidade. Quando a luta cessou, reentraram na cidade. O progresso do cerco foi dominado pela troca de tiros de máquinas de cerco. De acordo com ibne Alcádi, 22 000 pedras foram atiradas durante o cerco. Os atacantes tinham onze catapultas ou outras máquinas semelhantes. Os muçulmanos inicialmente tinham apenas uma, mas quando esta foi destruído pelo fogo inimigo, construíram mais três. No final de dezembro, uma seção dos muros foi violada e os cristãos correram para atacá-la, mas uma força muçulmana defendeu a seção e os impediu de entrar na cidade.[b]

## Trégua e retirada aragonesa
No final do ano, a perspectiva de uma vitória aragonesa esmaeceu. O inverno estava chegando e colocaria em perigo suas forças no campo. O cerco simultâneo de Algeciras por Castela estava enfraquecendo, o que permitiu a Granada desdobrar mais forças contra Aragão. Além disso, os ventos sopraram do oeste e impediram os sitiantes de receber suprimentos que vinham de Aragão por mar. O comandante granadino Otomão ibne Abi Alulá não só perseguiu com sucesso os agressores, mas serviu como diplomata nas negociações com Jaime II. No final de dezembro, uma negociação ocorreu no acampamento aragonês e ambos os lados concordaram com uma trégua. Sob os termos da trégua, os aragoneses deveriam levantar o cerco e retirar-se dos territórios granadinos. Devido às dificuldades logísticas, como a falta de navios para trazer as tropas de volta para casa, a evacuação ocorreu gradualmente e alguns homens foram deixados para trás sob proteção muçulmana. Alguns dos desmoralizados aragoneses tentaram voltar para casa sem autorização e sofreram emboscadas e ataques ao longo do caminho, com muitos capturados pelos muçulmanos. Em um ponto durante a evacuação, Nácer escreveu a Jaime que os defensores da cidade tiveram que colocar as tropas aragonesas restantes sob detenção porque estavam pilhando os territórios granadinos. Nácer observou ainda que os muçulmanos lhes deram moradia e comida às suas próprias custas "porque alguns deles estavam morrendo de fome" enquanto esperavam que os navios aragoneses os pegassem. Um boato de um novo ataque de Jaime II circulou na cidade, mas nunca se materializou. Os cidadãos de Almeria removeram as sobras de obras de cerco fora dos muros da cidade como precaução. Os prisioneiros aragoneses foram posteriormente libertados no acordo de paz.

## Rescaldo
A derrota dos aragoneses em Almeria, bem como a defesa simultânea de Algeciras de Castela, foram grandes sucessos para Granada. Castela e Aragão fizeram as pazes com Granada no início de 1310. De acordo com o historiador L. P. Harvey, a derrota e evacuação particularmente humilhantes dos aragoneses "ensinaram [aos aragoneses] uma lição" e atrasaram o progresso da reconquista por décadas. José Ramón Hinojosa Montalvo escreveu que "o fracasso material e moral da empresa de Granada" levou Jaime II a redirecionar posteriormente sua atenção para o Mediterrâneo central, longe dali.  Para Granada, os sucessos em Almeria e Algeciras foram atenuados pela perda de Gibraltar para Castela, bem como pela cessão de Algeciras e Ronda aos merínidas. O próprio Nácer se tornou impopular e enfrentou a rebelião de seu cunhado Abuçaíde Faraje e do sobrinho Ismail em 1311, que resultou em seu destronamento e ascensão de Ismail em 1314.